# Kisłowodzk (stacja kolejowa)
Kisłowodzk (ros: Станция Кисловодск) – stacja kolejowa w Kisłowodzku, w Kraju Stawropolskim, w Rosji. Jest to ostatnia stacja na linii kolejowej z Mineralnych Wód. Została otwarta wraz z linią w 1893 roku. Zelektryfikowana została w 1936 roku, napięciem DC 1,5 kV. W 1964 zmieniono napięcie na 3 kV, w 2006 roku, na prąd zmienny 25 kV. Jest to stacja czołowa. Stacja posiada połączenia z Moskwą, Petersburgiem, Kijowem, Rostowem nad Donem, Irkuckiem, Tyndą, Jekaterynburgiem, Samarą, Adlerem, Czelabińskiem, Symferopolem, Mińskiem, Nowokuźnieckiem. 